# 1. jugoslawische Fußballliga 1939/40
Die 1. jugoslawische Fußballliga 1939/40 war die 17. Spielzeit der höchsten jugoslawischen Spielklasse im Fußball der Männer. Sie begann am 2. Mai 1940 und endete am 16. Juni 1940.
Meister wurde HŠK Građanski Zagreb.
Als der Zweite Weltkrieg in Teilen Europas begann, verließen kroatische und slowenische Klubs 1939 den Fußballverband Jugoslawiens und traten dem kroatischen Fußballverband bei. Die Liga umfasste nun zwei separate Ligen, die serbische und die kroatisch-slowenische. Beide Ligen fungierten als Qualifikation für die Endrunde der 1. jugoslawischen Fußballliga. Die ersten drei beider Ligen spielten dann gemeinsam um die letzte Meisterschaft für das Königreich Jugoslawien. Im Jahr 1946 wurde die jugoslawische Meisterschaft wieder hergestellt.

## Modus
Aus der serbischen Liga qualifizierten sich der Belgrader SK, FK Slavija Sarajevo und SK Jugoslavija, aus der kroatisch-slowenischen Liga HŠK Građanski Zagreb, HAŠK Zagreb und Hajduk Split.
Die sechs Mannschaften spielten an zehn Spieltagen aufgeteilt in einer Hin- und einer Rückrunde jeweils zwei Mal gegeneinander.

## Teilnehmer und Spielorte
Die ersten drei Vereine aus der kroatien-slowenischen Liga
- HŠK Građanski Zagreb
- HAŠK Zagreb
- Hajduk Split

Die ersten drei Vereine aus serbischen Liga
- Belgrader SK
- SK Jugoslavija
- FK Slavija Sarajevo

## Abschlusstabelle
| Pl. | Verein               | Sp. | S | U | N | Tore    | Quote | Punkte |
| --- | -------------------- | --- | - | - | - | ------- | ----- | ------ |
| 1.  | HŠK Građanski Zagreb | 10  | 8 | 0 | 2 | 025:110 | 2,27  | 16:40  |
| 2.  | Belgrader SK (M)     | 10  | 7 | 1 | 2 | 030:700 | 4,29  | 15:50  |
| 3.  | FK Slavija Sarajevo  | 10  | 7 | 0 | 3 | 014:140 | 1,00  | 14:60  |
| 4.  | SK Jugoslavija       | 10  | 3 | 2 | 5 | 016:180 | 0,89  | 08:12  |
| 5.  | Hajduk Split         | 10  | 1 | 3 | 6 | 014:290 | 0,48  | 05:15  |
| 6.  | HAŠK Zagreb          | 10  | 1 | 0 | 9 | 012:320 | 0,38  | 02:18  |

Platzierungskriterien: 1. Punkte – 2. Torquotient
| (M) | amtierender jugoslawischer Meister |

## Kreuztabelle
| 1939/40              | GRZ | BSK | SSA | SKJ | HAJ | HAŠ |
| -------------------- | --- | --- | --- | --- | --- | --- |
| HŠK Građanski Zagreb |     | 2:3 | 1:2 | 4:0 | 4:2 | 2:1 |
| Belgrader SK         | 0:1 |     | 6:0 | 3:1 | 9:0 | 4:0 |
| FK Slavija Sarajevo  | 2:3 | 0:1 |     | 1:0 | 2:1 | 1:0 |
| SK Jugoslavija       | 1:2 | 1:0 | 0:1 |     | 1:1 | 6:2 |
| Hajduk Split         | 0:2 | 1:1 | 2:4 | 1:1 |     | 5:1 |
| HAŠK Zagreb          | 0:4 | 1:3 | 0:1 | 3:5 | 4:1 |     |